# Wolf Reiser
Wolf Reiser (* 30. Dezember 1955 in Munderkingen, Baden-Württemberg) ist ein deutscher Schriftsteller.

## Leben
Reiser wuchs auf der Schwäbischen Alb auf. Die Zeit dieser Jugend schildert er in dem Langessay Die ganze Wahrheit über Stuttgart 21, in dem er die schwäbische Psyche und Befindlichkeit zwischen Elser und Rommel, RAF und Hölderlin auslotet.
Reiser studierte von 1975 bis 1982 an der FU Berlin Literatur- und Theaterwissenschaften und später an der LMU München.
Zu Beginn der achtziger Jahre begann er seine Autorentätigkeit und arbeitete in Folge für mehrere namhafte Magazine im deutschsprachigen Raum, u. a. veröffentlichte er Reportagen, Essays und Kurzgeschichten in Cicero, Mare, brand eins, Playboy und Maxim. Ausgiebige Reisen, etwa nach Haiti, Ägypten, Mexiko, Polen, in die Sowjetunion und vor allem im gesamten Mittelmeerraum, fanden in sensiblen wie assoziativreichen Reportagen ihren Niederschlag. In einem Briefwechsel mit Jörg Fauser notiert Harry Rowohlt: „So möchte ich auch schreiben können. So möchte ich auch reden können. Wo kann man mehr von ihm lesen?“
Seine Begegnungen etwa mit Jean-Claude Ellena, Sir Patrick Fermor, Vincent Klink, Taj Mahal, Henry Maske, Barbara Rudnik oder Wolf Wondratschek hat er in Porträt-Interviews geschildert.
Mit dem Berliner Künstler Klaus Schweier gab es zwei Bild-Text-Zyklen: Männer.Boxen.Runden (1996) und 126 Tage (1997) mit Ausstellungen in Berlin, Hamburg, Amsterdam, München.
Wolf Reiser war rund 40 Jahre lang Mitglied im Deutschen Journalistenverband (DJV). Er kündigte seine Mitgliedschaft Anfang Januar 2022 und begründete den Schritt in einem offenen Abschiedsbrief, in dem er den DJV-Vorsitzenden Frank Überall für dessen Verbandsführung kritisierte.
Heute lebt Wolf Reiser in München-Schwabing und zeitweise in einem Strandhaus auf dem Peloponnes.

## Werke
- Griechische Inseln. Mykonos selbst entdecken. Regenbogen, 1989, ISBN 3-85862-051-3 (zusammen mit Waltraud Sperlich).
- Die Bayern pauschal. Fischer, 1998, ISBN 3-596-14051-X.
- Die ganze Wahrheit über Stuttgart 21. Scorpio, 2011, ISBN 3-942166-26-7.
- Let it Bleed. Wissenswertes über Wondratschek (= Krachkultur. Nr. 13). 2010, ISBN 978-3-931924-08-9, ISSN 0947-0697.
- Unter Kollegen. 44 Überlebensstrategien fürs Büro. Beltz, 2015, ISBN 3-407-36601-9.